# Edin Mujčin
Edin Mujčin, född 14 januari 1970, är en bosnisk tidigare fotbollsspelare.
Edin Mujčin gjorde 23 landskamper för det Bosnien och Hercegovinaska landslaget.